# Mount Walshe
Mount Walshe ist ein rund 2050 m hoher Berg aus blankem Fels im Königin-Maud-Gebirge der antarktischen Ross Dependency. In den Hays Mountains ragt er an der Nordflanke der Einmündung des Bartlett-Gletschers in den Scott-Gletscher auf.
Der United States Geological Survey kartierte ihn anhand eigener Vermessungen und Luftaufnahmen der United States Navy aus den Jahren von 1960 bis 1964. Das Advisory Committee on Antarctic Names benannte ihn im Jahr 1967 nach Lieutenant Commander Edward C. Walshe Jr. (1925–1997), Offizier an Bord der USS Arneb in zwei antarktischen Sommerkampagnen zwischen 1957 und 1959 sowie Stabsangehöriger in der Kommandantur der Unterstützungseinheiten der US Navy in Antarktika von 1966 bis 1967.